# Медведковское сельское поселение (Орловская область)
Медведковское сельское поселение  — муниципальное образование в Болховском районе Орловской области России.
Создано в 2004 году в границах одноимённого сельсовета.
Административный центр — деревня Вязовая.

## География
Расположено в северо-западной части района, к западу от города Болхова.

## Население
| 2010 | 2012 | 2013 | 2014 | 2015 | 2016 | 2017 |
| ---- | ---- | ---- | ---- | ---- | ---- | ---- |
| 211  | ↘199 | ↘189 | ↘177 | ↘165 | ↘156 | ↘154 |
| 2018 | 2019 | 2020 | 2021 | 2023 |      |      |
| ↘152 | ↘145 | ↘140 | ↘118 | ↘109 |      |      |

## Населённые пункты
В сельское поселение входят 16 населённых пунктов:
| №  | Населённый пункт | Тип     | Население (чел.) |
| -- | ---------------- | ------- | ---------------- |
| 1  | Бетово           | село    | 17               |
| 2  | Васильевка       | село    | 8                |
| 3  | Великоленинский  | посёлок | 1                |
| 4  | Вязовая          | деревня | ↘90              |
| 5  | Городок          | деревня | 0                |
| 6  | Жуевка           | деревня | 1                |
| 7  | Игино            | деревня | 23               |
| 8  | Каверзнева       | деревня | 6                |
| 9  | Коноплянка       | село    | 5                |
| 10 | Медведки         | деревня | 23               |
| 11 | Новоигинский     | посёлок | 1                |
| 12 | Павлодарь        | деревня | 0                |
| 13 | Печуковка        | деревня | 1                |
| 14 | Рыбинский        | посёлок | 1                |
| 15 | Рылова           | деревня | 5                |
| 16 | Свистова         | деревня | 24               |